# Catherine Hermary-Vieille
Catherine Hermary-Vieille (Parijs, 1948) is een Franse schrijfster van romans en biografieën.
Zij woont in de Verenigde Staten te Charlottesville in de staat Virginia. Ze verdeelt haar tijd tussen schrijven, haar boerderij en veelvuldig naar Frankrijk reizen.
In maart 2009 was ze kandidaat voor de Académie française om Maurice Rheims te vervangen, maar 'de onsterfelijken' kozen voor François Weyergans in plaats van voor haar.

## Prijzen
- 1981 - Prix Femina voor Le Grand Vizir de la nuit[4]
- 1986 - Grand Prix RTL-Lire voor L'Infidèle[5]
- 1991 - Prix des Maisons de la Presse voor Un amour fou[6]